# 羅蒙德山

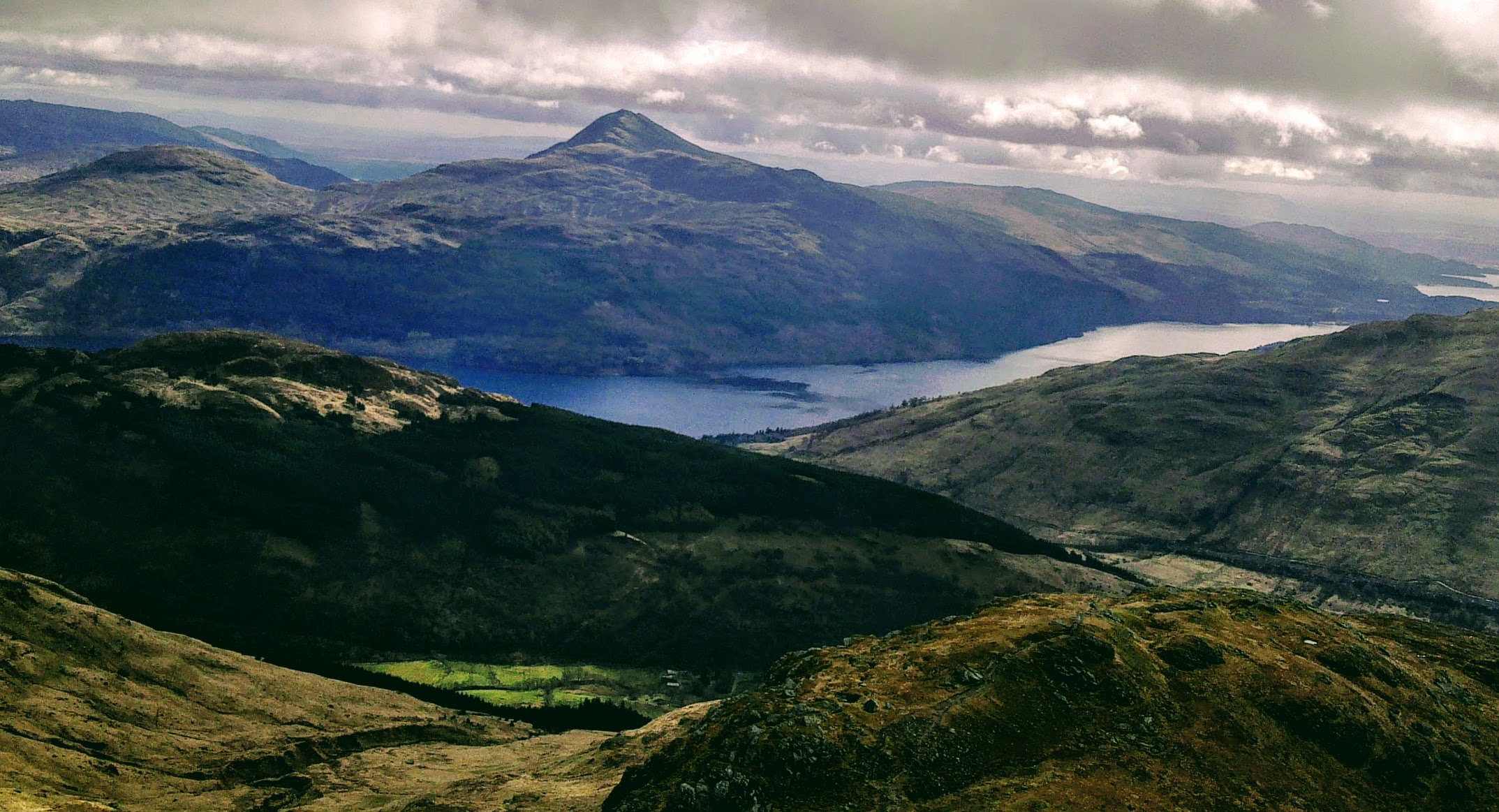
羅蒙德山

羅蒙德山（Ben Lomond ）又譯羅曼峰，是蘇格蘭高地的山峰之一，高974（3,196英尺），位於羅蒙德湖東岸。由於自格拉斯哥及其他蘇格蘭中部地區前往羅蒙德山的交通便利，使得這裡成為著名旅遊景點。

## 外部連結
维基共享资源上的相關多媒體資源：羅蒙德山
- Computer-generated virtual panorama from Ben Lomond North （页面存档备份，存于） South （页面存档备份，存于） Index （页面存档备份，存于）